# Palawanglasögonfågel
Palawanglasögonfågel (Zosterornis hypogrammicus) är en fågel i familjen glasögonfåglar inom ordningen tättingar.

## Utseende
Palawanglasögonfågel är en 14–15 cm lång tätting. På huvudet syns matt orangebeige hjässa med mörka teckningar på nacken. Huvudsidan bak till nacken är beigegrå. På hakan och strupen är den beigevit till gulgrå. Ovan är den olivgrön, undertill olivgul med tydliga svarta längsgående strimmor. 

## Utbredning och systematik
Fågeln förekommer i bergsskogar på Palawan i sydvästra Filippinerna. Den behandlas som monotypisk, det vill säga att den inte delas in i några underarter. Liksom flera andra glasögonfåglar i Filippinerna behandlades den tidigare som en medlem av familjen timalior (Timaliidae), då i släktet Stachyris. Genetiska studier visar dock att de är en del av glasögonfåglarna.

## Levnadssätt
Palawanglasögonfågeln hittas i bergsbelägen städsegrön skog på mellan 1000 och 2030 meters höjd. Den födosöker på alla nivåer, men mestadels högt upp i träden där den plockar föda som insekter, frön och andra vegetabilier. Den ses vanligen i par eller smågrupper. Arten häckar troligen mellan april och maj.

## Status
Arten är relativt vanlig och beståndet tros vara stabilt. Internationella naturvårdsunionen IUCN listar den som livskraftig.